# 片岡香澄
片岡 香澄（かたおか かすみ、1983年8月23日 - ）は、北海道出身のラジオパーソナリティ・フリーアナウンサー。元ボイス オブ サッポロ所属。

## 人物・来歴
小学生時代を函館で過ごし、放送委員の仕事をきっかけに話す仕事を志す。
藤女子大学に進学し、英語ミュージカルのサークルに所属（後輩にかわむらはるな）。3年生時に代表を務める一方で、FM NORTH WAVE「College Radio Japan」にてDJデビューしアナウンサー事務所にも加入。
役者・プロデューサー・制作・営業を兼務しつつ、アナウンサー事務所では結婚式やヒーローショー等での司会業を行う。身長148cmと小柄ながら、大きな声と明るいキャラクターで主にFM NORTH WAVEで活動する。
2015年11月に産休のためパーソナリティを休業し、2016年1月に第一子を出産。

## 現在の出演番組
いずれもFM NORTH WAVE。
- Anison-R/Anison-R ～マンガ・アニメ研究部～(2010年11月6日 - 2015年11月27日・2016年4月1日 -)

## 過去の出演番組
FM NORTH WAVE
- CRJ：College Radio Japan[4](2003年7月 - 2007年3月 3代目パーソナリティ[4])
- HAKODATE SOUND CRUISE
- FRONTIER SPIRIT RADIO WITH 北海道大学[6]
- DAY-TIME TRIPPERS
- OKOME de BRUNCH
- MINAMI HOKKAIDO CRUSIN'[7]
- NEW CHITOSE AIRPORT 北海道ショールーム presents SKY STREET
- Candy Friday(FM NORTH WAVE 2011年4月[8] - 2014年3月)
- Seeds Square(FM NORTH WAVE 2010年4月[9] - 2011年3月)
- ALL HOKKAIDO CRUISIN'[3]
- TAHITI×JAPON[3]
- with[3](2014年4月[10] - 2015年11月)
- NEXT INNOVATION
- らーめんてつや T's Spirit[3]
- New Chitose Airport presents Move on up!
- 美麗!台湾
- 3eee サツエキマエクラス（2023年2月7日 - 2024年1月30日）

その他
- めざまし北海道 おはよう!山田です/早おき!てれび めざまし北海道（北海道文化放送）